# Endress+Hauser
Endress+Hauser (Endress et Hauser) est une société suisse d'instruments de mesure et d'automatisation des process industriels. Endress+Hauser opère sur le marché de l'instrumentation avec des entités dans le monde entier, produisant des instruments de mesure de niveau, débit volumique, débit massique, densité, pression et température. Ils produisent également une gamme d'instruments d’analyse physico-chimique mesurant les variables de la qualité des liquides et des gaz, comme le pH/Redox, la conductivité, l'oxygène dissous, la turbidité, l’humidité, etc. L'entreprise produit une gamme de sondes, capteurs et de transmetteurs conçus pour être utilisés dans des environnements dangereux et des conditions extrêmes.
Endress+Hauser dispose d'un réseau de 100 entreprises dans 44 pays. En 2023, le Groupe a réalisé un chiffre d'affaires de 3,719 milliards d'euros. Endress+Hauser possède des sites de production en France, en Allemagne, en Suisse, au Royaume-Uni, en Italie, en République tchèque, en Russie, en Afrique du Sud, aux États-Unis, en Chine, en Inde, au Japon et au Brésil.

## Histoire
Le 1er février 1953, Georg Endress et Ludwig Hauser cofondèrent L. Hauser KG. En 1957, elle fut rebaptisée Endress et Hauser. La société a commencé ses activités par la vente d'un capteur de niveau capacitif électronique importé d'Angleterre. L’aventure démarre dans un appartement privé à Lörrach, en Allemagne. Le capteur de niveau est rapidement devenu un succès et les fondateurs ont commencé à construire leurs propres installations de production.

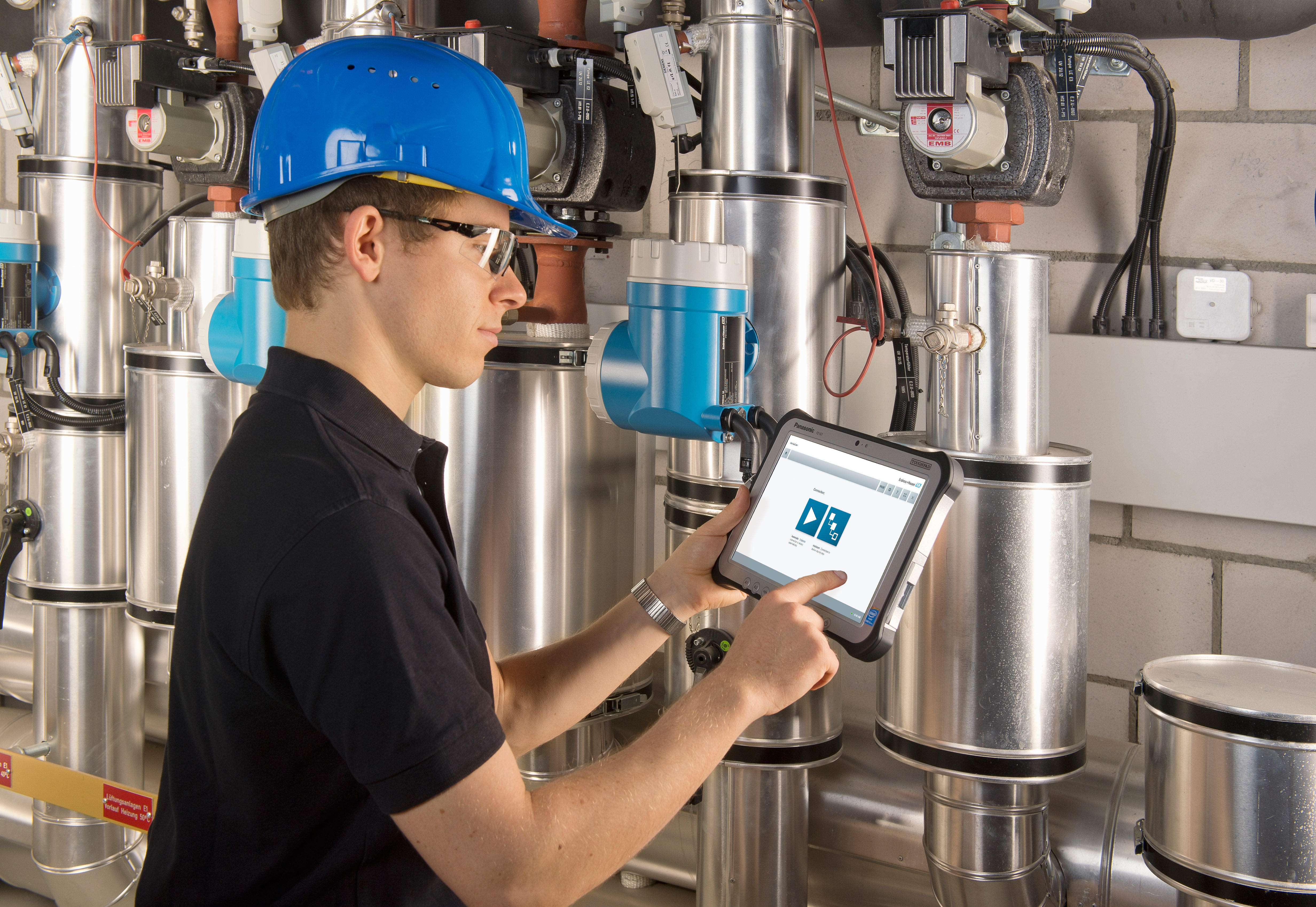
Configuration d'un débitmètre grâce à DeviceCare à Waldheim

Les ventes, qui se sont concentrées sur l'Allemagne du Sud dans les premières années, ont été étendues à l'ensemble de l'Allemagne, puis aux pays voisins. Endress+Hauser ouvre le premier centre de commercialisation français en 1953. Aujourd’hui, la distribution est réalisée via des bureaux de vente à Paris, Bordeaux, Lyon et Huningue. 
Des capteurs de niveau avec différents principes de mesure ont été ajoutés aux compteurs capacitifs. Plus tard, des capteurs et des dispositifs pour d'autres variables physiques telles que la pression, le débit, l'analyse et la température, ainsi que des composants techniques, ont également été développés, produits et vendus. Les ventes et les services se sont développés dans toute l'Europe de l'Ouest. Les premières succursales à l'étranger ont vu le jour au Japon et aux États-Unis dans les années 1970. Depuis 1991, le centre de compétence en débitmétrie alsacien de Cernay produit tous les débitmètres électromagnétiques, vortex et ultrasons destinés au marché européen.
Dans les années 1980, l'entreprise a lancé une campagne pour relever le "défi de la microélectronique" et prendre le leadership technologique. Le passage de l'automatisation des processus orientée signal à l'automatisation orientée information a contraint Endress+Hauser à participer activement à diverses initiatives de bus de terrain ; aujourd'hui, l'entreprise est leader sur le marché mondial. 
En 1995, le Dr. h.c. Georg H. Endress, né en 1924, a transmis la direction de l'entreprise à son deuxième fils, Klaus Endress, qui occupait auparavant le poste de Chief Executive Officer (CEO) du groupe. 
Endress+Hauser est une société privée (non cotée en bourse), et continue d'être une entreprise familiale, employant les enfants et petits-enfants du Dr h.c. George H. Endress au sein de l'organisation. 
Le 1er janvier 2014, Matthias Altendorf a succédé à Klaus Endress au poste de CEO du groupe Endress+Hauser, qui est devenu président du Supervisory Board. M. Altendorf promeut la numérisation et les applications pour l'Internet Industriel des objets (IIoT) et développe l'offre dans le domaine de l'analyse avancée pour le laboratoire et les process industriels.
Le 1er janvier 2024, Peter Selders a succédé à Matthias Altendorf au poste de CEO du groupe Endress+Hauser, qui est devenu président du Supervisory Board, remplaçant Klaus Endress, âgé de 75 ans. Deux membres de la troisième génération représenteront désormais les intérêts de la famille actionnaire : Steven Endress, petit-fils du fondateur de l'entreprise a rejoint, le 1er janvier 2024, Sandra Genge déjà membre du Supervisory Board.